# Cabo Roget
El cabo Roget es un escarpado cabo rocoso en el extremo sur de la Península Adare, en la Antártida. Está formado por el fin del Monte Herschel y marca la entrada norte de la Bahía Moubray a lo largo de la costa este de la Tierra de Victoria. Fue descubierta por el capitán James Clark Ross el 15 de enero de 1841, quien la bautizó así en honor a Peter Mark Roget, destacado lexicógrafo inglés que fue secretario de la Royal Society. En el cabo hay una colonia de pingüinos emperador.